# بيير سوتومي
بيير سوتومي (مواليد 11 يونيو 1955) هو ملاكم بنيني، مثّل بلاده في الألعاب الأولمبية الصيفية 1980.

## روابط خارجية
بيير سوتومي على موقع أوليمبيديا (الإنجليزية)